# Термінал Нільса Еріксона
57°42′36″ пн. ш. 11°58′21″ сх. д. / 57.71° пн. ш. 11.9725° сх. д.

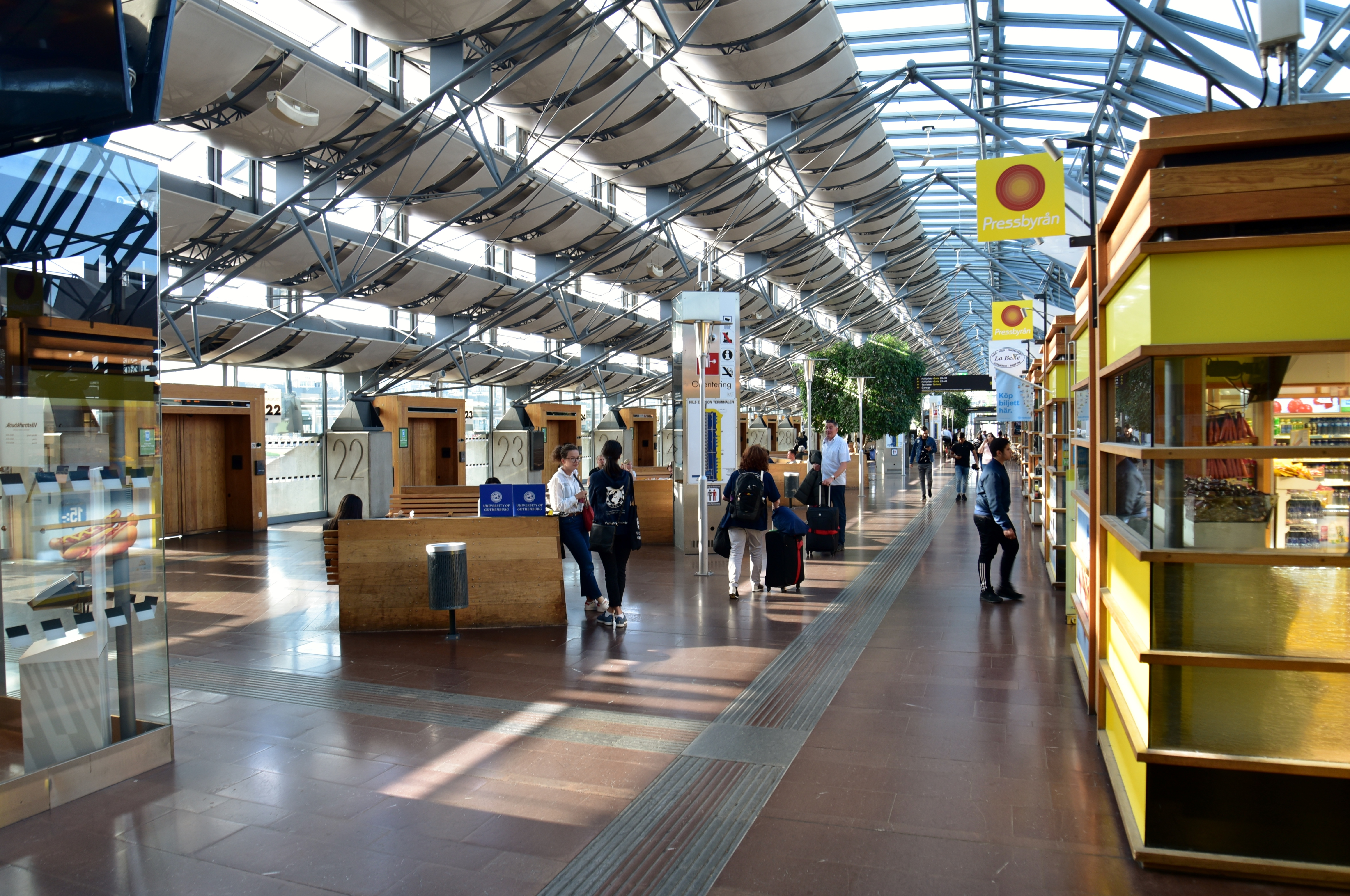
Термінал Нілс Еріксон

Термінал Нільса Еріксона (швед. Nils Ericson Terminalen) — головний автобусний вокзал у Гетеборзі, Швеція. Розташований у центрі міста безпосередньо біля Центрального вокзалу Гетеборга, через дорогу від головного торгового центру Nordstan. Головна вулиця та більшість готелів знаходяться за декілька хвилин ходьби від терміналу. 
Термінал обслуговує багато частин лену Вестра-Йоталанд автобусним сполученням (хоча багато регіональних напрямків в основному обслуговуються регіональними поїздами). Автобусні компанії, такі як Flixbus, Bus4You, Nettbuss express, Swebus Express і Eurolines, обслуговують такі напрямки, як Осло, Стокгольм та Копенгаген. Зі змінами автобуса можна дістатися багатьох напрямків. На автобусному терміналі використовується сучасна система: автобуси прибувають до воріт, а пасажири заходять в автобуси безпосередньо з терміналу з кондиціонером, як у сучасних аеропортах. У приміщенні є 18 виходів (пронумеровано 21-38). На вулиці також є 11 виходів із простими укриттями (39-49). 
Термінал названий на честь Нільса Еріксона, шведського винахідника та інженера-механіка, брата Джона Ерікссона. Термінал був розроблений норвезьким архітектором Нільсом Торпом і отримав національну премію Каспера Саліна в 1996 році.